# Maracaju
Maracaju est une ville brésilienne de l'État du Mato Grosso do Sul. Sa population était estimée à 41 099 habitants en 2013. La municipalité s'étend sur 5 299 km2.

## Maires
| Période | Période | Identité                   | Étiquette | Qualité |
| ------- | ------- | -------------------------- | --------- | ------- |
| 2009    | 2012    | Celso Luiz da Silva Vargas | PTB       |         |